# TERA: Rising
TERA: Rising est un ancien jeu de rôle en ligne massivement multijoueur orienté PvE développé par Krafton et édité en Europe par Frogster dans un premier temps puis par Gameforge (rachat). Ces derniers ont en charge la gestion des serveurs, de la communauté et du support. 
La sortie a eu lieu le 25 janvier 2011 en Corée du Sud, le 1er mai 2012 en Amérique du Nord, et le 3 mai 2012 en Europe. 
En Masse Entertainment, qui gère la version nord-américaine, a occidentalisé le jeu (en plus des traductions) en y ajoutant du nouveau contenu, comme des quêtes, spécialement pour les Occidentaux. La version occidentale du jeu se distingue également de la version originale coréenne par un certain nombre de censures, la version européenne étant elle-même plus censurée que la version américaine.
Le 20 avril 2022, Gameforge a annoncé que Bluehole avait décidé de cesser de travailler sur Tera, les serveurs PC du jeu furent fermés le 30 juin 2022.
Le jeu reste disponible pour Xbox et Playstation avec mise a jour régulière. 

## Système de jeu
TERA utilise un système de combat dynamique en vue à la troisième personne où le joueur cible avec un pointeur (comme les TPS) plutôt que de sélectionner une cible à attaquer automatiquement. Il est nécessaire que le joueur se déplace pendant les combats pour éviter les attaques ennemies. Il possède des sorts permettant de rester à distance, d'esquiver ou de bloquer les attaques ennemies suivant sa classe. Il a également à sa disposition quelques rares sorts permettant de figer son adversaire.

### JcE
Au niveau du JcE, Tera reste classique : zone non instanciée solo et zones instanciées de groupe. Il existe également des instances de raid constitués de 2 à 4 groupes de 5 joueurs. À cela s'ajoutent des événements non instanciés (tels que le système de Nexus), permettant des combats à plusieurs dizaines de joueurs contre un même groupe de monstre.

### JcJ
Le JcJ ou Joueur contre Joueur (aussi appelé par son terme anglais PvP) est une fonctionnalité qui se retrouve dans tous les MMORPG. Il y a plusieurs types de JcJ dans Tera, le JcJ ouvert et le JcJ « amical ».

#### JcJ Ouvert
À sa sortie, dans le monde de Tera, tous les personnages se trouvaient dans le même camp ; de ce fait aucune race n'est en guerre contre l'autre. Par la suite, la mise à jour « Les Trois Alliances » a mis en place un système de guerre de type Royaume contre Royaume (RvR) où chaque joueur est libre du choix du royaume qu'il souhaite rejoindre.
Sur les serveurs joueur contre joueur, un sort accessible au niveau 11 permet d'entrer en mode "Hors-la-loi" et d'attaquer tous les joueurs au-dessus du niveau 11. S'il y a 5 niveaux de moins entre le hors-la-loi et la victime (Grey Kill), celui-ci récupère 60 points d'infamie par meurtre. Lorsqu'un joueur possède des points d'infamie, il est impossible pour lui de sortir du mode "Hors-la-loi" et par conséquent peut se faire attaquer par tous les joueurs réguliers hors des zones protégées. Les points d'infamies diminuent avec le temps.
L'autre solution pour le JcJ ouvert : la guerre de guilde. Les guerres de guildes fonctionnent de la manière suivante :
- Un chef de guilde achète un parchemin de déclaration et choisit la guilde à attaquer.
- La guerre débute alors. Les joueurs de chaque guilde ont la possibilité de se tuer hors des zones protégées et sans restrictions de niveau. Si un joueur est tué, la guilde gagne 1 point. Si le chef est tué, la guilde gagne 10 points. La guerre se termine dès qu'une des guildes atteint 2 000 points ou au bout de 24 h.
- Il est possible de capituler en achetant un parchemin spécialisé.

Sur serveur JcE, il n'est pas possible de déclarer la guerre à une guilde si celle-ci ne s'est pas préalablement déclarée "prête à combattre".
Aucune récompense n'est pour l'instant attribuée aux vainqueurs.
L'arrivée des alliances a ajouté 3 territoires au JcJ ouvert à certaines heures. Pendant ces heures les joueurs peuvent tuer les joueurs des factions opposées en toute impunité.
Tous les dimanches a lieu "La guerre d'alliance". Durant la guerre d'alliance, seuls les joueurs classés entre le 1er et le 120e de l'alliance ont accès aux territoires d'alliance. Des barricades apparaissent entre les points d'intrusion et le fort de chaque alliance. Au fil de ces affrontements, chaque joueur, qui enchaîne les meurtres ou les assistances aux meurtres, reçoit un buff lui octroyant une augmentation de sa puissance et de sa taille. Les conflits s'achèvent au bout de quelque heures ou lorsqu'il ne reste plus qu'un seul bourreau sur les 3 (un bourreau est le pnj en chef de chaque territoire).

#### JcJ amical
Le JcJ amical est représenté par les duels, les matchs à morts ou encore les champs de batailles.
- Les duels sont un affrontement consentis entre deux joueurs. Le gagnant sera celui qui met son adversaire à 1 PV.
- Le match à mort est un affrontement consenti entre 3 joueurs et plus pouvant atteindre 10 joueurs contre 10. Comme le duel, on est éliminé dès lors qu'il nous reste 1 PV. La dernière équipe en jeu remporte la victoire.
- Le champ de bataille est une zone d'affrontement entre plusieurs joueurs. Il existe quatre champs de bataille dont 2 accessibles à partir du niveau 30 : 
  - Le Cercle céleste des champions qui est une arène où 3 vs 3 s'affrontent en 3 manches maximum.
  - La Gorge de Venteguerre où 2 équipes de 15 joueurs s'affrontent et dont le but consiste à contrôler plusieurs bûcher. Plus vous contrôlez de bûchers en même temps, plus vous accumulez de points, l'équipe atteignant 5 000 points en 1er remporte la partie. Pour aider les joueurs, il existe des monstres sur ce champ de bataille qui, en les tuant, donnent des buffs spécifiques. Tuer un joueur ennemi fera perdre des points à l'équipe adverse.
  - Le Refuge des Kumas est un champ de bataille 3 vs 10. La première équipe de 3 joueurs est une équipe de BAM (Big Ass Monster) dont le but est d'empêcher la deuxième équipe de 10 joueurs d’emmener les 3 diamants à l'embarcadère. Chaque match dure 15 min, ou jusqu'à ce que l'équipe de 10 joueurs ait récupéré et mis en lieu sûr  les 3 diamants.
  - Le Fort des corsaires est un champ de bataille 20 vs 20 où deux équipes de joueurs se battent pour détruire ou protéger un cristal en fonction de la manche. Le combat se déroule en 2 manches. Chaque manche dure 7 minutes de base mais peut être prolongée si l'équipe attaquante accomplit certains objectifs comme celui de détruire l'une des portes extérieures (rajoute 2 minutes), ou de prendre le bûcher central (un bûcher sert de point de réapparition des joueurs morts pendant la bataille) (rajoute 3 minutes) ou encore de détruire la porte intérieure (rapporte 3 minutes). Chaque objectif peut être atteint indépendamment des autres. Ce qui nous ramène à un total de 15 minutes maximum par manche. Ce temps peut être abrégé par l'équipe attaquante sous l'une de ces 2 conditions : 1) détruire entièrement le cristal ou 2) faire plus de dégât au cristal que les adversaires (cette option n'est valable que dans la deuxième manche). Pour obtenir la victoire, une équipe devra endommager davantage le cristal que l'autre. Ou bien si une équipe a détruit le cristal, l'autre devra le démolir à son tour plus rapidement.

### Les guildes
Les guildes permettent le regroupement sous une même bannière de plusieurs joueurs d'un même serveur. Le chef de guilde choisit un nom et un insigne que tous les joueurs arboreront sous leur nom. Le nombre de recrues sera au maximum de 200.

### La politique
Au départ, le monde de Tera (nommé Arborea) était divisé en 3 continents, le Arun dont la capitale est Velika, le Sud de Shara dont la capitale est Allemantheia et le Nord de Shara dont la capitale est Kaiator. Puis, lors d'une récente mise à jour du jeu, un 4e continent a été ajouté : le nord d'Arun dont la capitale est Hautegarde.
Avec l'apparition du nocténium, les 3 continents ont formé chacun leur alliance : le Libre échange pour Velika, l'Union des éclairés pour Allemantheia, l'Ordre du fer pour Kaiator.
Ces 3 alliances se disputent le contrôle du nocténium. Sur les 3 territoires sont disposés, de manière aléatoire, des extracteurs de nocténium que les joueurs d'une alliance opposée peuvent désactiver en récupérant les clés d'extracteur et en les ramenant à leur point d'intrusion. Chaque alliance ayant désactivé le plus d'extracteur avant une certaine heure aura droit, 24 heures plus tard, à l'accès au caveau. Exemple : si le libre échange est le meilleur de 8 heures à 9 heures, le libre échange aura accès au caveau de 8 heures à 9 heures le lendemain. Le caveau étant une instance solo (la version 5 joueurs du caveau des alliés nécessite un ticket obtenu dans le caveau solo) qui permet d'avoir, si on a de la chance, des bijoux JcJ et du nocténium via une quête journalière.
Pour rejoindre une alliance, le personnage devra d'abord entrer dans une guilde ayant rallié une alliance.
Chaque alliance a son propre classement de joueurs via des points d'alliance que l'on gagne ou via les quêtes d'alliance répétables tous les jours ou en tuant des monstres ou des joueurs sur les territoires d'alliance, et ce, chaque semaine, le mardi, au moment de la maintenance hebdomadaire de TERA.
Les joueurs, classés entre le 20e et le 120e rang de l'alliance, font partie de l'un des 4 groupes de leaders. Ceux classés entre les 2e et 19e rang sont commandants et ont des pouvoirs spéciaux pour aider leurs camarades. Et, enfin, le premier joueur de chaque alliance est l'Exarque, il dirige l'alliance.
REMARQUE : Le système de Vanarch a été supprimé du jeu lors de la mise à jour "Alliance".
L'élection se déroule en trois phases d'une semaine.
- Première phase, la candidature : les chefs de guilde éligible se présentent pour un des trois continents (Arun, Sharun sud, Sharun nord).
- Deuxième phase, la compétition : Tous les joueurs du serveur supérieurs au niveau 20 ont la possibilité de voter pour un candidat des trois continents. Un seul vote par compte et par continent.
- Troisième phase, le règne : Le chef et sa guilde règnent sur la région pendant 3 semaines, les phases une et deux recommençant au bout de la deuxième et troisième semaine de règne.

Cependant, un nouveau type d’élection devrait voir le jour.
Ainsi, certaines régions ne seront éligibles que par le combat inter-guildes. Les guildes, ayant postulées dans la région, se retrouveront dans une guerre de guildes modifiée qui s'étalera sur une semaine, récompensant ainsi la guilde ayant fait le plus de points en tuant ses adversaires.

### La condition physique
La condition physique, aussi nommée "Stamina" ou "Endurance", est représentée sous forme de cœur qui se vide plus on combat et prend des coups. Le personnage en bonne condition physique sera gratifié d'un bonus de point de vie et de mana progressif. Le bonus apporté est aussi élevé que le malus est fort en cas de fatigue. Plus de bonus de PV et PM mais surtout diminution de la résistance à tous les états alternatifs et chutes, réduction de la puissance d'attaque et de la défense. Il existe trois solutions pour augmenter l'endurance : la première, la moins chère et la plus pratique, sera de se reposer dans un campement près d'un grand feu de camp qui ne s’éteint jamais, ou, sinon, on peut déclencher un feu de camp portatif partout sur la carte achetable auprès de marchands ou récupérable sur certains monstres. Il existe aussi des potions instantanées d'endurance, les panacées aruniques, pour les urgences.
L'autre utilité de la zone de repos offre la possibilité de jeter des talismans aux bonus divers dans le feu. Le buff profitera à tous ceux à proximité.
L'endurance, ou stamina, peut atteindre 120 % au maximum 120 % et descendre à 0 %. Le bonus ou le malus commence à apparaître de part et d'autre de 50 %. Dans certaines conditions, l'endurance peut dépasser 120 % (cueillette, par exemple, fait bénéficier d'un bonus de + 5 % cumulable jusqu'à trois fois) et pourra atteindre ou dépasser les 135 %.

### Personnalisation

#### Cristaux
Les cristaux sont des composants certes moins importants que les glyphes dans la personnalisation de son avatar, mais ils restent tout de même non négligeables.
Il existe deux types de cristaux (de 2 à 4 places disponibles selon la rareté de l'arme ou l'armure) :
- les cristaux rouges : offensifs, ils se placent sur l'arme ;
- les cristaux bleus : défensifs, ils se placent sur l'armure.

Ces cristaux ont des effets très divers et variés : simple augmentation de PV ou de PM, bouclier protecteur en cas de chute, régénération PV/PM, vitesse de déplacement, etc.
Lors de l'extension donnant le niveau plafond 65, de nouveaux cristaux verts ont été ajoutés. Ceux-ci se placent sur les boucles d'oreilles et les anneaux et les bagues.
À noter que lors de la mort du personnage, il y a des chances de perdre entre zéro et deux cristaux, dans l'ordre de pose.

#### Glyphes
Dans Tera, les glyphes sont synonymes de personnalisation et de spécialisation. Suivant sa classe, on peut avoir deux spécialisations différentes. Attention ce système est différent des arbres de talents des autres MMORPG. Les glyphes n'ajoutent pas de nouveaux sorts ni n’améliorent les caractéristiques propres de l'avatar, mais uniquement ses sorts qu'il possède. Ces glyphes sont disponibles au niveau 20 avec 10 points + 1 point à chaque nouveau niveau. Plus de 300 glyphes différents sont disponibles dans Tera. Ils peuvent, par exemple, réduire le temps d’incantation ou le coût en mana, ou ajouter des effets comme celui de ralentir les ennemis.
Exemple : le lancier possède un sort de soin personnel : « Seconde force » qui peut être amélioré avec la « Glyphe d'énergie : diminue le temps de recharge de 25 % » et lui coute 6 points de glyphe.

### Artisanat
Le système d’artisanat a changé avec l'apparition de la mortifera (mise à jour 26/04).
L'artisanat de Tera contient des éléments de World of Warcraft et Aion : on peut tout faire et tout récolter. Le système est similaire à celui de WoW, mais il nécessite la création de matières premières et de composants. Il existe un risque d'échec pour les collectes comme dans Aion.
L’artisanat est divisé en 5 métiers :
- l’alchimie pour tous les potions et parchemins ;
- la forge pour toutes les armes ;
- l'armurerie pour toutes les armures, quels que soient leur type ;
- le ravitaillement d’alliance pour, comme son nom l'indique, le ravitaillement d'alliance ;
- la fabrication de l'eau-forte (nouveau métier) sert à booster les armes et armures en créant des parchemins d'eau forte de durée plus ou moins longue.

Chaque métier peut être monté jusqu’au niveau 500. Mais il est possible de monter un métier et seulement UN SEUL jusqu'au niveau 800. Pour ce faire, on devra passer le cap de 500 puis passer un examen.
Pour augmenter le niveau de métier, on devra réaliser des objets avec. Chaque objet peut monter plus ou moins grandement votre métier. Par exemple, certains objets créés vont augmenter votre métier de 0.5 et d'autres de 8, tout dépend de l'objet créé. L'indicateur apparaît après l'apprentissage du parchemin correspondant à l'apprentissage de l'objet.
L'examen consiste à gagner des points en créant certains composants, chaque composant a un cap (et une valeur) de point maximum. Pour réussir l'examen, il faudra réunir 150 points.
L'examen réussis, vous êtes alors virtuose dans le métier en question. À partir de ce point-là, on accède à la longue route pour obtenir l'unique métier à 800. Une fois atteint, on devient un maître du métier. Il est possible de devenir maître dans un autre métier en le réinitialisant. Toutefois, tous les parchemins de création au-dessus du niveau 500 disparaîtront.
Chaque fabrication d'objet nécessite un certain nombre de points de métier. Le personnage dispose de 1440 points par jour. Cette valeur remonte de 5 points toutes les 5 minutes.
Les objets forgeables sont :
- le tissu,
- les armures de cuir ;
- les armures de plates ;
- les armes physiques ;
- et les armes magiques.

Le système de récolte est identique. Il est possible d'échouer et on ne perdra que le temps passé. Néanmoins, pour les points dits "abondants", on peut tenter de collecter jusqu'à 3 fois. Après 3 échecs, un point disparaît.
Plus la compétence de récolte est élevée, plus on a de chance d'obtenir une grande quantité de composants et/ou des composants rares.
Attention toutefois, si vous pouvez récolter avec "1" en minage dans une zone de niveau 50, il y aura un risque d'échec très élevé. Cependant, chaque échec augmente de 1 votre niveau de collecte, alors qu'une réussite augmente la collecte de 2 ou 3.
La récolte, elle, est partagée en minage, fibres, cristaux, cuir (obtenu en dépeçage sur les monstres) et insectes.
La récolte des diverses ressources est possible dès le niveau 1 sans devoir passer par un pnj pour apprendre la compétence. Récolter vous rendra plus fort : à chaque récolte, on a une chance d'obtenir un buff de 10 min aléatoire, cumulable et reconductible.

### Les races
Dans TERA Online, il y a 7 races différentes possédant chacune des attributs spéciaux : les amants , les Castanics, Barakas, les Hauts-elfes, les Humains, les Élins et les Poporis.

### Les classes
Dans Tera, treize classes sont disponibles avec, pour chacune, un rôle bien précis :
- Lancier : classe TANK  du jeu par excellence. Il manie une lance et un bouclier. La notion de blocage y est importante. En effet, il s'agit de parer « activement » les coups donnés par l'adversaire afin de réduire les dégâts reçus au maximum.
- Guerrier : classe TANK maniant deux épées. Il est « le tank de remplacement » grâce à sa grande mobilité et son esquive. Dotée d'un meilleur DPS que le lancier, la positionne comme classe assez polyvalente.
- Berserker : classe DPS armée d'une grosse hâche. Elle est assez limitée dans ses déplacements, mais sa lenteur est compensée par la férocité de ses coups.
- Pourfendeur : classe DPS armé d'une épée à double tranchant. Elle est plus mobile que le Berserker.
- Archer : classe DPS à distance. Armé d'un arc, il utilise de nombreux pièges afin de ralentir les ennemis.
- Sorcier : classe DPS à distance. Actuellement la plus puissante en termes de dégâts purs. Le sorcier est redouté pour ses nombreux combos dévastateurs.
- Mystique : classe dite « passe-partout ». Le mystique est un excellent soigneur (bien que moins puissant en termes de soin pur que le prêtre), et est dotée de nombreux buffs de groupe augmentant sensiblement la puissance de son équipe. Elle possède également de nombreux sorts de contrôles de foule (fear, sleep, root…). Par contre, il possède le plus petit DPS ainsi que la plus faible défense de TERA.
- Prêtre : la classe de soin de référence. Elle est dotée de nombreux soins solo ou de groupe, de boucliers de protections, de buffs (uniquement défensifs) et d'une meilleure défense que le mystique.
- Mortifera : classe DPS armée de deux faux rattachées à des chaînes. C'est une classe assez polyvalente car elle attaque à mi-distance. Elle possède une armure de cuir et inflige des dégâts considérable. Cette classe est basée sur la mobilité et les dégâts. Remarque : Cette classe est jouable uniquement si l'on possède déjà un personnage level 40. Elle est jouable uniquement par les Elins.
- Artilleuse : classe DPS armée d'un Arcanon. Elle est réservée aux personnages féminins Castanics et Haut-elfes et se démarque par un gameplay se voulant particulièrement dynamique. Elle doit à la fois se montrer très mobile pour esquiver les assauts adverses ou activer certaines combinaisons d'attaques, mais, surtout, elle est capable de viser l'ennemi avec son canon.
- Bourrask : classe DPS armée de Cestes (poings de fer). Elle est réservée aux personnages Humains. Le gameplay est basé sur le combat rapproché (Tank), la mobilité et les enchaînements (combo). Elle possède une armure de métal (haubert, solerets, gantelets).
- Ninja (Insulsa) : classe DPS armée de Shuriken avec les attaques basées sur le corps à corps. Elle possède une armure légère (tissu) et réservée aux Elins. Cette classe est axée sur les attaques rapides et les enchaînements. Deux compétences consomment une troisième ressource appelée "Chakras". La sortie de cette classe est accompagnée de deux nouvelles coiffures ainsi que les premières montures volantes[9] pour les personnages ayant atteint le niveau 65.
- Danselune (Valkyrie) : classe DPS armée du Fauchard Lunaire (entre la lance et la faux) avec les attaques basées sur le corps à corps. Elle possède une armure de cuir. La classe est réservée aux personnages féminins Castanics. À la sortie de cette classe, le 4 avril 2017, de nouvelles coiffures accompagnaient la mise à jours 54.02.
- Ninja (Insulsa) : Cette classe est disponible pour la version coréenne depuis le 26 janvier 2016, et depuis le 24 mai 2016 (pourtant prévue le 17 mai 2016) dans l'UE et aux Etats-Unis[10],[11],[12],[13].

## Développement
Le jeu est développé par la société coréenne BlueHole Studio. Elle est occidentalisée par sa filiale américaine EnMasse Entertainment en Amérique du Nord. Les mises à jour arrivent d'abord sur la version américaine pour être ensuite traduites dans trois langues européennes (anglais, allemand et français) par Gameforge, la société qui gère le jeu sur le sol européen.

### Historique
- 1er quart 2007 : Annonce du projet S1.
- Janvier 2009 : Le nom du jeu « Tera » est annoncé.
- Novembre à janvier 2011 : Bêta test fermé en Corée.
- 11 janvier 2011 : Bêta ouverte en Corée.
- 25 janvier 2011 : Sortie du jeu en Corée.
- 31 mars 2011 : Premier test EU.
- 3 mai 2012 : Date de sortie EU.
- 5 février 2013 : Passage au Free to play.
- 17 mai 2016 : Sortie des premières montures volantes pour les personnages ayant atteint le niveau 65.
- avril 2018 : Sortie du jeu sur console (Playstation 4, XBOX ONE).